# Endre Strømsheim
Endre Strømsheim (* 5. September 1997 in Oslo) ist ein norwegischer Biathlet. Mit drei Europameistertiteln und insgesamt 18 IBU-Cup-Siegen gehört er zu den erfolgreichsten Biathleten auf der zweithöchsten Rennebene. Seit 2023 startet er regelmäßig im Weltcup und feierte auch dort bereits mehrere Siege.

## Sportliche Laufbahn

### Erfolge im Jugendbereich
Zeitig in seiner Karriere bestritt Endre Strømsheim, wie viele andere norwegische Biathleten auch, Wettkämpfe im Skilanglauf, und nahm unter anderem 2014 an den nationalen Meisterschaften teil, wo er über zehn Kilometer in der freien Technik 48. von über 400 Startern wurde. Seine ersten internationalen Rennen als Biathlet bestritt er bei den Jugendweltmeisterschaften 2017 und gewann dort Silber im Sprint und Gold mit Aleksander Fjeld Andersen und Harald Øygard im Staffelbewerb. Ein Jahr später gab er im Januar 2017 sein Debüt im IBU-Cup, sein bestes Ergebnis der Saison 2016/17 war ein 18. Platz im Verfolgungsrennen von Martell. Bei den Juniorenweltmeisterschaften 2018 gewann der Norweger im Staffelrennen an der Seite von Sivert Bakken, Johannes Dale und Sturla Holm Lægreid die Silbermedaille. Im Winter 2018/19 feierte er auch im Seniorenbereich seine ersten Erfolge. So gewann Strømsheim bei den Europameisterschaften hinter Krassimir Anew und Tarjei Bø Bronze im Einzelwettkampf, im IBU-Cup folgten kurz darauf ein Sieg im Supersprint von Otepää sowie ein zweiter Platz im Sprint von Martell. Darauffolgend gab er am Saisonende in Oslo sein Debüt im Weltcup, beendete den Sprint aber nur auf Rang 82. Mit der Staffel sicherte er sich weiterhin die Bronzemedaille bei den norwegischen Meisterschaften, nachdem er im Vorjahr bereits Silber gewonnen hatte.

### Überragende Konstanz im IBU-Cup

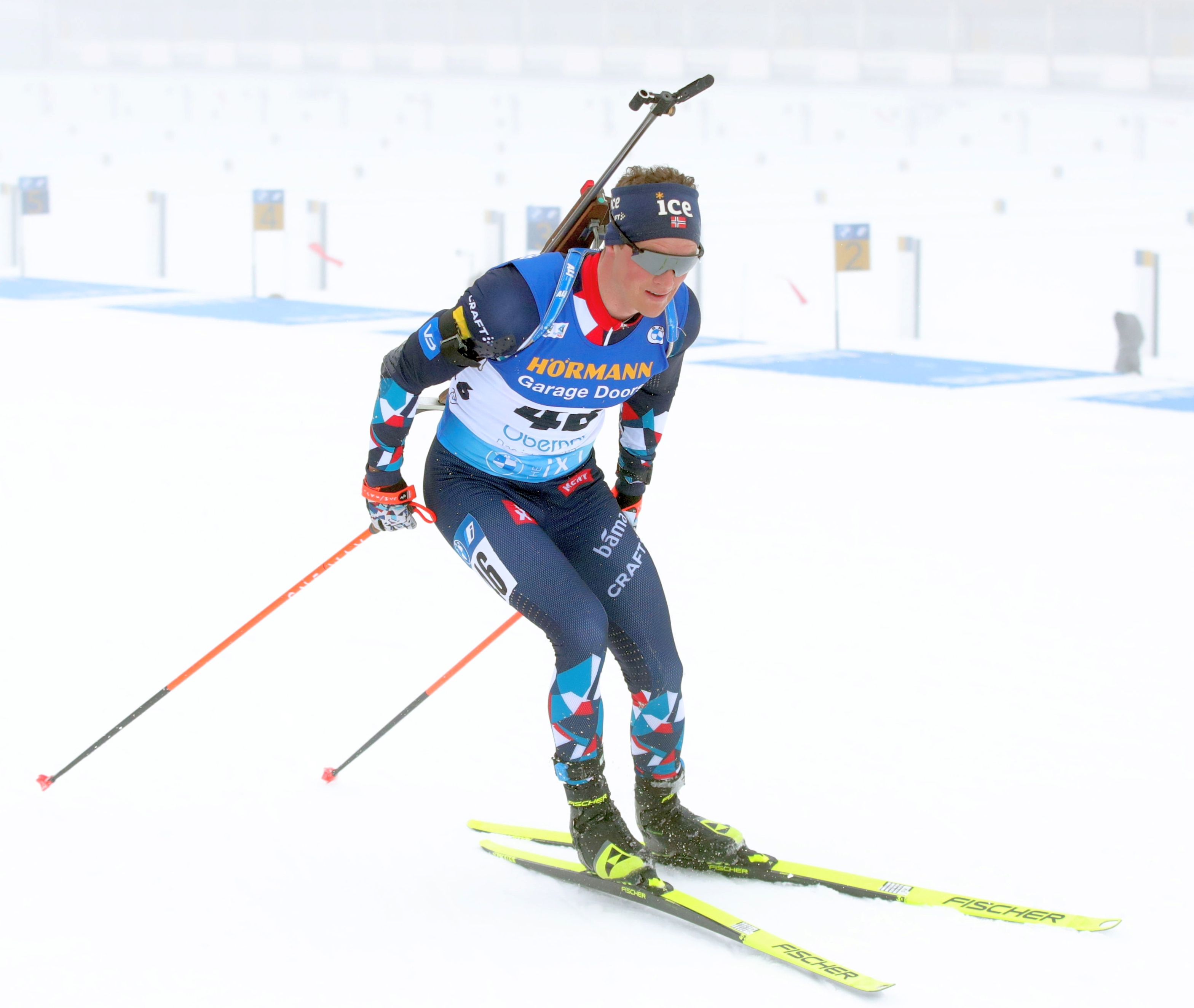
Strømsheim bei den Weltmeisterschaften 2023

Im folgenden Winter gehörte Strømsheim von Anfang an zum norwegischen Aufgebot im IBU-Cup und zeigte erneut sein enormes Potenzial. Über den Winter gesehen, gewann er drei Einzelrennen sowie gemeinsam mit Karoline Erdal die Single-Mixed-Staffel in Osrblie. Sein erster Titel bei Europameisterschaften ließ ebenfalls nicht lange auf sich warten, mit Karoline Erdal war er erneut im Single-Mixed-Bewerb siegreich. Neben zwei dritten Plätzen erreichte er im Winter überwiegend Top-10-Platzierungen und gewann die Gesamtwertung der Einzel- und Verfolgungsrennen. In der Gesamtwertung des IBU-Cups belegte er mit nur einem Punkt Rückstand auf den Deutschen Lucas Fratzscher den zweiten Rang. Wesentlich weniger dominant agierte der Norweger in der Saison 2020/21, trotzdem gewann er jeweils einen Einzel-, Single-Mixed- und Verfolgungswettkampf und erreichte zwei weitere Podestplätze. Bei den Europameisterschaften sicherte sich Strømsheim hinter seinem Landsmann Erlend Bjøntegaard die Silbermedaille im Einzel, in Nové Město na Moravě bekam er nach längerer Zeit wieder Einsätze im Weltcup und erzielte mit jeweils einem 12., 13. und 18. Platz sofort eine Menge an Weltcuppunkten.
Im Winter 2021/22, den er komplett auf der zweithöchsten Rennebene bestritt, zeigte Strømsheim, gemessen an vorherigen Jahren, eher unterdurchschnittliche Leistungen. Zwar konnte er den Massenstart in der Lenzerheide überzeugend für sich entscheiden, verbaute sich aber im Großteil der Saison vor allem durch viele Schießfehler mögliche Podestplatzierungen. Immerhin sicherte er sich am Saisonende in einem eher schwach besetzten Feld mit der Staffel seinen ersten Titel bei nationalen Meisterschaften. Seinen bisher erfolgreichsten Winter bestritt der Norweger in der Saison 2022/23: in Idre verhinderten nur fünf Schießfehler in der Verfolgung eine komplett siegreiche Serie, im Rest der Saison belegte er drei weitere erste Plätze und hatte den IBU-Cup-Gesamtsieg schon vor dem letzten Wettkampfwochenende sicher. Bei den Europameisterschaften in der Lenzerheide gewann er außerdem zwei Goldmedaillen: mit Juni Arnekleiv in der Single-Mixed-Staffel und – mit über zwei Minuten Vorsprung – im Einzelwettkampf.

### WM-Debüt und erste Weltcupsiege
Da eine kurzfristige Regeländerung von Seiten der IBU es dem norwegischen Verband erlaubte, einen zusätzlichen Athleten starten zu lassen, wurde Strømsheim im Februar überraschend zu den Weltmeisterschaften nach Oberhof beordert. Dort zeigte er mit starken Leistungen auf und qualifizierte sich nach drei Top-25-Ergebnissen für den Massenstart, den er als 15. abschloss. Für die verbleibenden Weltcups verblieb der Norweger in der Nationalmannschaft und verpasste in Nové Město sein erstes Individualpodest als Vierter nur haarscharf. In der Mixedstaffel wurde er zusammen mit Karoline Offigstad Knotten, Ingrid Landmark Tandrevold und Johannes Dale Dritter. Seinen ersten Weltcupsieg feierte er nur eine Woche später, gemeinsam mit Dale, Vebjørn Sørum und Vetle Sjåstad Christiansen gelang dem norwegischen Team in Östersund der erste Platz. Auch bei den norwegischen Meisterschaften verteidigte er mit der Staffel seinen Titel. Durch seinen IBU-Cup-Gesamtsieg hatte Strømsheim seinen Platz für den Weltcupauftakt 2023/24 sicher und überzeugte von vornherein: in Einzel, Sprint und Verfolgung von Östersund klassierte er sich jeweils unter den besten Sechs, das Staffelrennen konnte er als Startläufer erneut für sich entscheiden.

## Persönliches

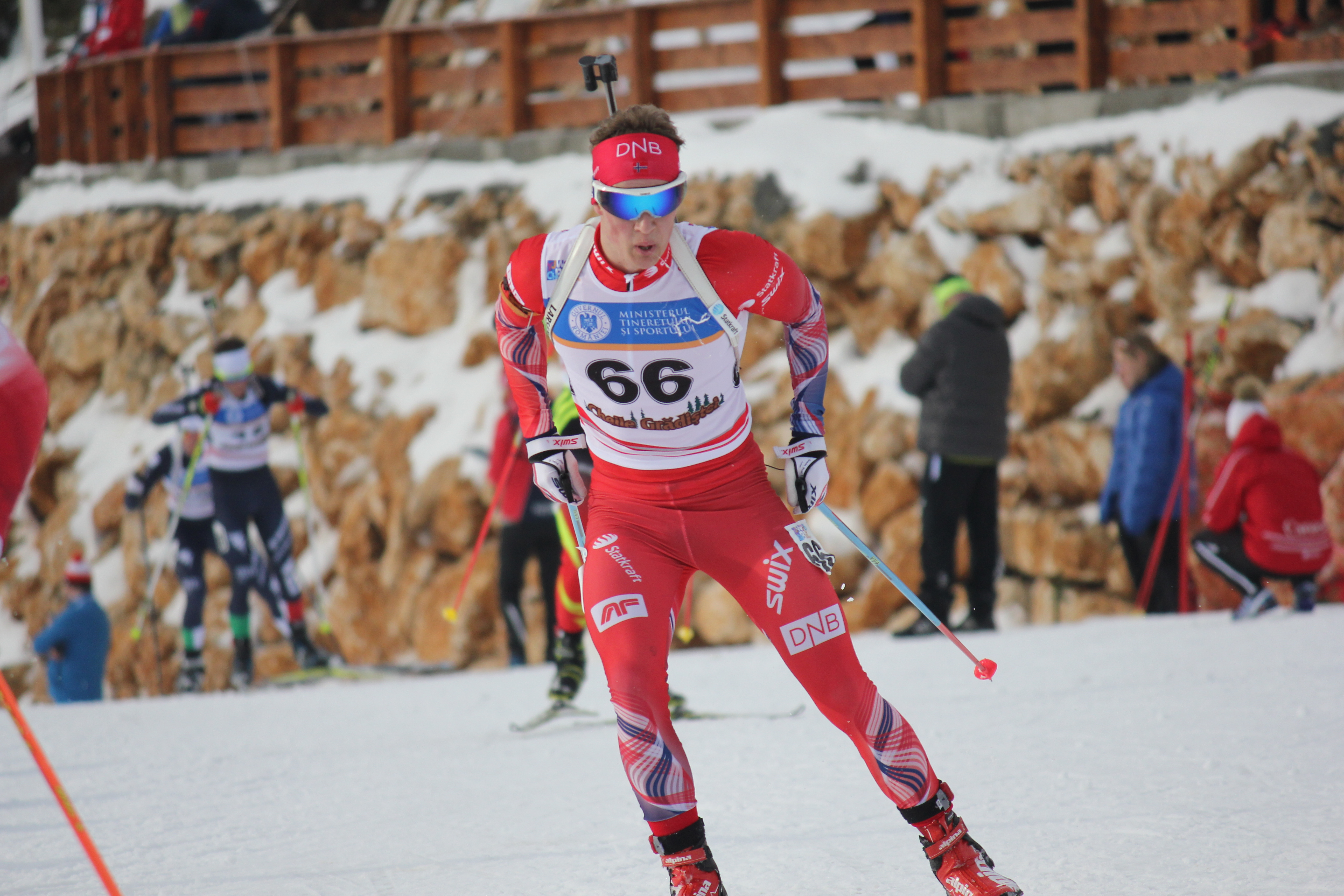
Strømsheim bei den Juniorenweltmeisterschaften 2016

Endre Strømsheim stammt aus Oslo, lebt und trainiert jedoch in Lillehammer und startet für Bærum SSK. Strømsheim ist Linksschütze.

## Statistiken

### Weltcupsiege
| Nr. | Datum        | Ort         | Disziplin   |
| --- | ------------ | ----------- | ----------- |
| 1.  | 6. Jan. 2024 | Oberhof     | Verfolgung  |
| 2.  | 3. Dez. 2024 | Kontiolahti | Kurz-Einzel |

| Nr. | Datum         | Ort       | Disziplin |
| --- | ------------- | --------- | --------- |
| 1.  | 11. März 2023 | Östersund | Staffel 1 |
| 2.  | 30. Nov. 2023 | Östersund | Staffel 2 |
| 3.  | 7. Jan. 2024  | Oberhof   | Staffel 3 |

### Weltcupplatzierungen
Die Tabelle zeigt alle Platzierungen (je nach Austragungsjahr einschließlich Olympische Spiele und Weltmeisterschaften).
- 1.–3. Platz: Anzahl der Podiumsplatzierungen
- Top 10: Anzahl der Platzierungen unter den ersten zehn (einschließlich Podium)
- Punkteränge: Anzahl der Platzierungen innerhalb der Punkteränge (einschließlich Podium und Top 10)
- Starts: Anzahl gelaufener Rennen in der jeweiligen Disziplin
- Staffel: inklusive Mixed- und Single-Mixed-Staffeln

| Platzierung               | Einzel | Sprint | Verfolgung | Massenstart | Staffel | Gesamt |
| ------------------------- | ------ | ------ | ---------- | ----------- | ------- | ------ |
| 1. Platz                  |        |        |            |             | 1       | 1      |
| 2. Platz                  |        |        |            |             |         |        |
| 3. Platz                  |        |        |            |             | 1       | 1      |
| Top 10                    |        | 1      |            |             | 2       | 3      |
| Punkteränge               | 1      | 2      | 4          | 1           | 2       | 10     |
| Starts                    | 1      | 6      | 5          | 1           | 2       | 15     |
| Stand: Saisonende 2022/23 |        |        |            |             |         |        |

### Biathlon-Weltmeisterschaften
Ergebnisse bei den Weltmeisterschaften:
| Weltmeisterschaften | Weltmeisterschaften | Einzelwettbewerbe | Einzelwettbewerbe | Einzelwettbewerbe | Einzelwettbewerbe | Staffelwettbewerbe | Staffelwettbewerbe | Staffelwettbewerbe |
| Jahr                | Ort                 | Einzel            | Sprint            | Verfolgung        | Massenstart       | Herrenstaffel      | Mixedstaffel       | S.-M.-Staffel      |
| ------------------- | ------------------- | ----------------- | ----------------- | ----------------- | ----------------- | ------------------ | ------------------ | ------------------ |
| 2023                | Oberhof             | 15.               | 22.               | 13.               | 15.               | –                  | –                  | –                  |

### Juniorenweltmeisterschaften
| Weltmeisterschaften | Weltmeisterschaften | Einzel | Sprint | Verfolgung | Staffel |
| Jahr                | Ort                 | Einzel | Sprint | Verfolgung | Staffel |
| ------------------- | ------------------- | ------ | ------ | ---------- | ------- |
| 2016                | Cheile Grădiștei    | 7.     | 2.     | 9.         | 1.      |
| 2017                | Osrblie             | 21.    | 41.    | DNS        | –       |
| 2018                | Otepää              | 42.    | 34.    | 18.        | 2.      |

### IBU-Cup-Siege
| Nr. | Datum         | Ort              | Disziplin              |
| --- | ------------- | ---------------- | ---------------------- |
| 1.  | 1. März 2019  | Otepää           | Supersprint            |
| 2.  | 10. Jan. 2020 | Osrblie          | Kurzeinzel             |
| 3.  | 15. Jan. 2020 | Osrblie          | Single-Mixed-Staffel 1 |
| 4.  | 18. Jan. 2020 | Osrblie          | Verfolgung             |
| 5.  | 8. Feb. 2020  | Martell          | Sprint                 |
| 6.  | 27. Feb. 2020 | Minsk (EM)       | Single-Mixed-Staffel 1 |
| 7.  | 20. Jan. 2021 | Arber            | Kurzeinzel             |
| 8.  | 23. Jan. 2021 | Arber            | Single-Mixed-Staffel 1 |
| 9.  | 21. Feb. 2021 | Osrblie          | Verfolgung             |
| 10. | 6. März 2022  | Lenzerheide      | Massenstart 60         |
| 11. | 29. Nov. 2022 | Idre             | Sprint                 |
| 12. | 3. Dez. 2022  | Idre             | Einzel                 |
| 13. | 4. Dez. 2022  | Idre             | Sprint                 |
| 14. | 15. Dez. 2022 | Ridnaun          | Sprint                 |
| 15  | 8. Jan. 2023  | Osrblie          | Mixedstaffel 2         |
| 16. | 25. Jan. 2023 | Lenzerheide (EM) | Einzel                 |
| 17. | 29. Jan. 2023 | Lenzerheide (EM) | Single-Mixed-Staffel 3 |
| 18. | 2. Feb. 2023  | Obertilliach     | Sprint                 |